# Українська ономастична комісія
Украї́нська ономасти́чна комі́сія (УОК) — наукова установа при Відділенні літератури, мови та мистецтвознавства Національної академії наук України.
Комісія заснована 1960 року при АН УРСР із науковців (мовознавці, географи, історики тощо) та представників міністерств для організації й координації наукової праці з ономастики.
Голова Кирило Цілуйко.
У 1960—1976 роках комісія видавала неперіодичний бюлетень «Повідомлення Української ономастичної комісії» (вийшло 15 випусків на циклостилі).
Із запланованих видань загального характеру (зокрема, гідронімічного атласу України) до 1981 року вийшов тільки цінний «Словник гідронімів України» (1979).
Комісія дораджувала в ономастичній частині редакції серії видань «Історія міст і сіл Української РСР».